# Pardal
|  | Per a altres significats, vegeu «pardal (desambiguació)». |

El pardal comú o senzillament pardal, dit també teuladí al País Valencià, teulader al costat de pardal a les Illes Balears, torredà (al País Valencià), tretxe a l'Alguer (Passer domesticus), és un membre de la família Passeridae originari d'Europa i Àsia, i introduït en altres continents. Als Estats Units van ser introduïts deliberadament a la segona meitat del segle xix i ara és l'ocell més abundant.
Poden arribar a viure 13 anys en captivitat, però en llibertat, pocs arriben a sobrepassar 7 anys.

## Noms dialectals
Cal afegir les formes més reduïdes xeu, xareu/xereu, xarau; torrodà/torredà; viler(o), i els castellanismes gorrió, gurió.

## Morfologia

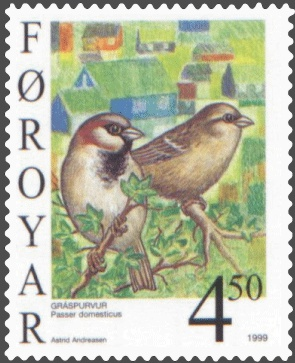
(Passer domesticus) segell FR 344 de Postverk Føroya, Illes Fèroe, alliberat el 22 de febrer de 1999. Artista: Astrid Andreasen

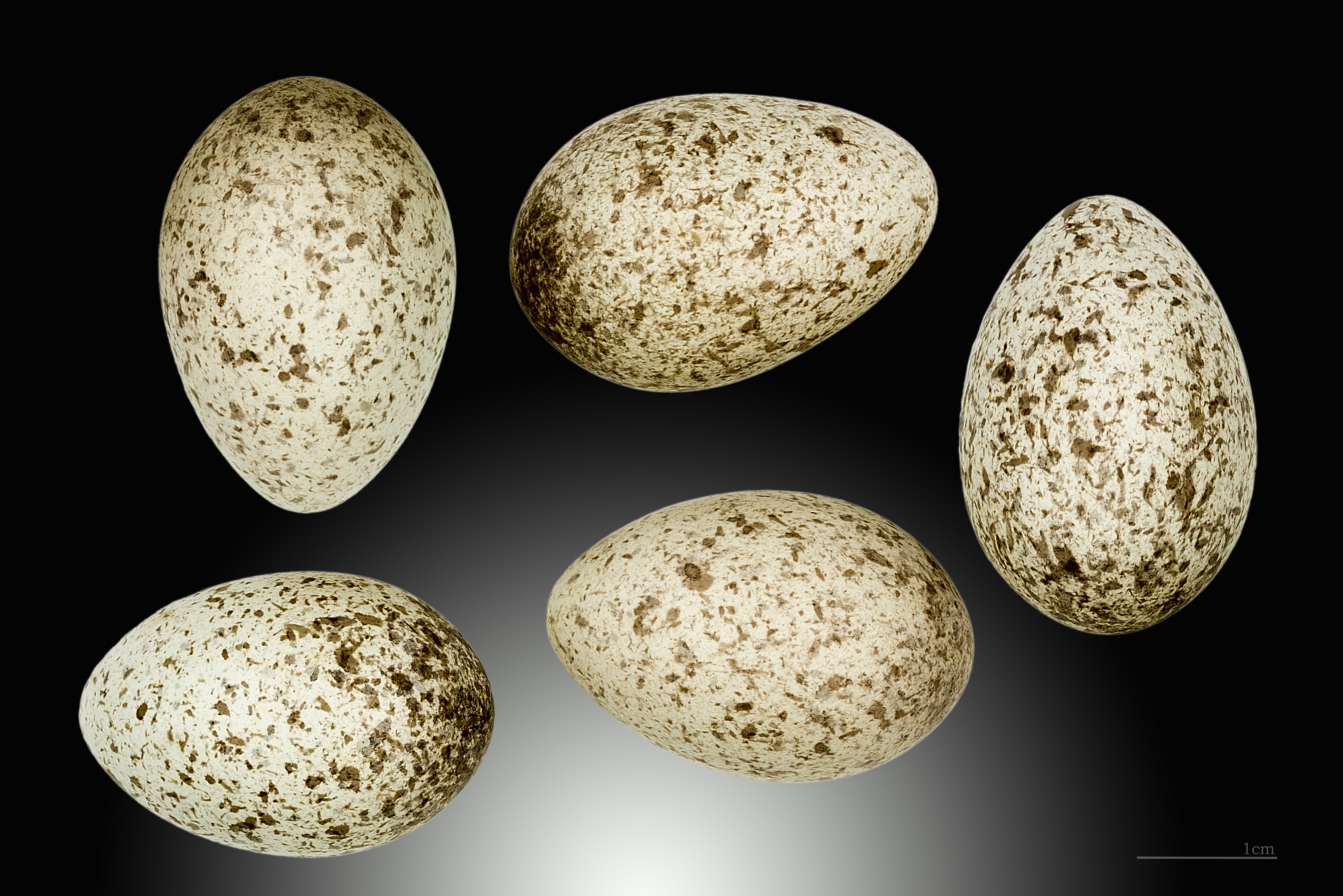
Passer domesticus domesticus

Fa de 14 a 16 cm de llarg i presenta dimorfisme sexual: el mascle és de color terrós, jaspiat en el dors, les ales i la cua. El pili és gris, el bec fosc, la nuca de color castany, el ventre i les galtes blanques, i la gorja porta un pitet negre. La femella, en canvi, és tota de color terrós grisenc sense taques negres o castanyes, el pit i el ventre són més clars que els del mascle. A les ales duu una franja blanca i al pit una de negra en forma de pitet (això darrer només en el mascle).

## Ecologia
Fa un niu mal acabat amb herba seca en un forat d'arbre o d'una construcció humana. A l'abril-agost la femella comença els 12-14 dies d'incubació dels seus 3 o 5 ous. L'alimentació dels pollets és assumida per ambdós pares, fins que aquells volen, als 15 dies. Poden tenir fins a 3 cries.
Es pot trobar a tot el territori dels Països Catalans, en pràcticament tot Europa, Àsia, i Àfrica i introduït a Amèrica i a Austràlia, excepte la part oest (Austràlia occidental) i Nova Zelanda. Viu bàsicament en ambients urbans, a prop dels humans, on troba menjar i protecció fàcilment.
El seu caminar és molt característic, ja que va fent salts a terra. D'altra banda, és sedentari, molt comú i summament antropòfil, ja que segueix l'ésser humà allà on aquest vagi (particularment a les ciutats).
És fonamentalment granívor i consumeix gran quantitat d'aliment d'origen animal, com ara larves d'artròpodes (fins i tot ha estat vist menjant petites sargantanes). A més, s'ha adaptat molt bé a la vida amb l'ésser humà, amb qui conviu des de fa mil·lennis. Això fa que el pardal comú aprofiti tot tipus d'aliment humà, ja sigui d'origen vegetal o animal. A ciutat pràcticament s'alimenta només de deixalles.